# Lisa Lampanelli
Lisa Lampanelli, född Lisa Lampugnale den 19 juli 1961, är en amerikansk ståuppkomiker och skådespelare.
Lampanelli är i sin ståuppkomik känd för sitt grova språk och sina grova skämt om tabubelagda ämnen, främst kring rasskillnader och homosexualitet. Hon skojar om fördomar på ett på ytan rasistiskt och homofobt sätt, men också om sin egen sexualitet och sin dragning till svarta män. Hon går ofta på individer och grupper i publiken, och involverar dem i sin komik. Hennes grova humor och drift med fördomar har gjort henne populär, inte minst hos dem hon skojar om.

## Uppväxt och karriär
Lampanelli föddes i Trumbull i Connecticut. Hon gick som ung i katolska skolor och läste sedan journalistik på Syracuse University i New York. Hon fick jobb som korrekturläsare på tidningen Popular Mechanics, som assistent på Rolling Stone och som faktagranskare på Spy Magazine.
I början av 1990-talet började Lampanelli uppträda som ståuppkomiker. Hennes genombrott kom 2002 då hon medverkade vid New York Friars' Clubs roast av Chevy Chase. Hon fortsatte sedan med roast av Denis Leary, Pamela Anderson, Jeff Foxworthy, Flavor Flav, William Shatner och Larry the Cable Guy. Hon har också medverkat vid The Howard Stern Shows roaster, och för A&E Networks roast av Gene Simmons i april 2008.
Flera av Lampanellis ståuppshower har spelats in och sänts på tv eller sålts på cd eller dvd, bland annat Take it Like A Man (DVD, 2005), Dirty Girl (CD, 2007) och Long Live the Queen (TV, 2009). Hon har medverkat i ett flertal spelfilmer och i tv-serien Reno 911!